# Белый голос
Белый голос (от итал. voce bianca, укр. білий голос), также белое пение (от пол. śpiew biały) — традиционная вокальная техника, характерная для народной музыки Центральной и Восточной Европы, особенно среди славянских народов. Отличается открытым, ярким звучанием без вибрато, использованием естественного резонирования и контролируемого крика. Применяется в обрядовых, трудовых и эпических песнях, а также в современной этнической музыке.

## Определение
Термин «белый голос» (White voice) связан с чистотой и прозрачностью звука, который создаётся при максимально открытом горле и прямом потоке воздуха. Эта манера противопоставляется академическому пению с его округлым тембром и вибрато. Альтернативные названия — открытый голос, полный голос, спивокрик (в Польше).
Исследователи отмечают, что в сельской местности не существует единой техники «белого пения»: его вариации зависят от региона, типа песни (сольная или полифоническая) и индивидуальности исполнителя.

## Техника исполнения
Ключевые элементы:
Открытое горло: Минимизация напряжения голосовых связок для достижения яркого, «плоского» звука.
Отсутствие вибрато: Прямое звучание, подчёркивающее естественную акустику голоса.
Резонаторы: Активное использование грудного и головного резонирования для усиления громкости.
Диафрагмальное дыхание: Глубокое дыхание, позволяющее долго удерживать ноты.
Контролируемый крик: Применение техник, близких к зову или плачу, но в музыкальном контексте.
Эта манера требует физической выносливости и часто ассоциируется с архаичными формами коммуникации (например, перекличкой в полях).

## Использование

### Традиционное
Обряды: Свадьбы, похороны, календарные праздники (колядование, веснянки).
Трудовые песни: Для координации действий во время полевых работ.
Эпические и лирические песни: Исполнение народных баллад и танцевальных мелодий.

### Современное
Фолк-музыка: Коллективы сочетают «белый голос» с электроникой и рок-аранжировками.
Кино и игры: Саундтреки к фильмам и играм (например, «Ведьмак 3: Дикая Охота»).
Театр: Использование в постановках для создания аутентичной атмосферы.
Здоровье: Эмоциональная разрядка, исполнители «белого голоса» до старости сохраняют ровное и чистое звучание своего голоса.

## География

### Славянские регионы
| Страна/Регион    | Характеристики использования                                                                             | Примечания                                                |
| ---------------- | --- | --------------------------------------------------------- |
| Польша           | Используется в регионах Подгале, Мазовия, Люблинщина, как в полифоническом, так и в монофоническом пении | Известен как "śpiew biały", иногда "spiwokrzyk"           |
| Украина          | Западные регионы (Карпаты, Полесье), связан с гуцульскими и лемковскими традициями                       | Часто в полифоническом пении                              |
| Беларусь         | Полесье и сельские районы с архаичными песнями                                                           | Используется в традиционных хорах                         |
| Россия           | Север (Архангельская область, Карелия) и Поволжье                                                        | Встречаются схожие техники, особенно в северных традициях |
| Сербия и Балканы | В горных районах, элементы "белого голоса" в полифоническом пении                                        | Меньшая распространённость                                |
| Словакия и Чехия | В сельских традициях Карпатского региона, преимущественно монофоническое пение                           | Аналогии с другими европейскими стилями                   |

### Другие страны
Прибалтика: Литовские «sutartinės» и латышские дайны включают схожие техники.

## Коллективы
| Страна/Регион | Характеристики использования                                            | Примечания                                          |
| ------------- | ----------------------------------------------------------------------- | --------------------------------------------------- |
| Польша        | Kapela ze Wsi Warsaw, Żywiołak, Sutari                                  | Сочетают традицию с современными аранжировками      |
| Украина       | Dahabrah, Божичи, Folkniers                                             | Интеграция в этно-хаос-стиль и театр                |
| Беларусь      | Troitsa, Guda                                                           | Фокус на архаичных песнях Полесья                   |
| Россия        | Народный праздник, Сирин, Веданъ Колодъ, Отава Ё, Северный народный хор | Реконструкция славянской музыки и северных традиций |
| Сербия        | Teodulija                                                               | Использование в балканском фольклоре                |
| Словакия      | Hrdza                                                                   | Комбинация карпатских традиций                      |

## Исторический контекст
Техника, вероятно, восходит к дохристианским ритуалам, где громкое пение использовалось для общения с духами или передачи сигналов. В XX веке «белый голос» был маргинализирован из-за популяризации академического вокала, но с 1990-х годов переживает возрождение благодаря этномузыкологам и фолк-движению.

## Критика и исследования
Учёные подчёркивают, что термин «белый голос» условен: в разных сёлах встречаются уникальные стили, не укладывающиеся в единое определение. Дискуссии ведутся о его связи с шаманскими практиками и влиянии на современную эстраду.

## См.также
- Горловое пение